# NGC 7802
NGC 7802 é uma galáxia lenticular (S0) localizada na direcção da constelação de Pisces. Possui uma declinação de +06° 14' 30" e uma ascensão recta de 0 horas, 01 minutos e 00,5 segundos.
A galáxia NGC 7802 foi descoberta em 25 de Setembro de 1830 por John Herschel.